# Keelut
 (janvier 2019).
Si vous disposez d'ouvrages ou d'articles de référence ou si vous connaissez des sites web de qualité traitant du thème abordé ici, merci de compléter l'article en donnant les références utiles à sa vérifiabilité et en les liant à la section « Notes et références ».
Keelut (aussi appelé Kelets, Qiqion ou Qiqirn) est un mauvais esprit de la mythologie inuite.

## Description
Il ressemble à un chien sans poil. Il se nourrit des morts et le voir est un présage de mort. Il ne possède des poils que sur les pattes, ce qui permet d'effacer ses traces et de ne pas se faire repérer.